# Diecezja Jinotega
Diecezja Jinotega (łac. Dioecesis Xinotegana, hiszp. Diócesis de Jinotega) – rzymskokatolicka diecezja ze stolicą w Jinotedze w Nikaragui.
Na terenie archidiecezji żyje 5 zakonników i 27 sióstr zakonnych.

## Historia
Powstała 18 czerwca 1982 jako prałatura terytorialna Jinotega. Promowana do rangi diecezji 30 kwietnia 1991.